# Heleen Sancisi-Weerdenburg

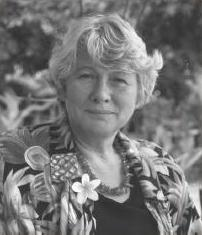
Heleen Sancisi-Weerdenburg

Heleen Wilhelmina Agatha Maria Sancisi-Weerdenburg (* 23. Mai 1944 in Haarlem; † 28. Mai 2000 in Utrecht) war eine niederländische Althistorikerin, spezialisiert auf die klassische griechische und die achämenidische Geschichte.

## Werdegang
Heleen Sancisi-Weerdenburg begann ihr Studium der Altertumswissenschaften an der Universität Leiden, das sie 1967 abschloss, um danach bei Willem den Boer, einem Spezialisten für griechische Geschichte, zu forschen. Für ihre Doktorarbeit stellte sie sich selbst die Aufgabe, die komplexen Gegebenheiten des Achämenidenreiches aus dem verwirrenden Netz zu lösen, das die literarischen Konventionen der griechischen Literatur geschaffen hatte. Das wurde ihre Lebensaufgabe. Um die Aufgabe zu lösen, studierte sie vornehmlich autodidaktisch die altpersische Sprache und zudem iranische Archäologie bei Louis Vanden Berghe an der Universität Gent. Sie erhielt ihren Doktor in Geschichte und Archäologie 1980 an der Universität Leiden. Nachdem sie von 1975 bis 1989 an der Reichsuniversität Groningen unterrichtet hatte, wurde sie 1990 Professor für Altertumswissenschaften an der Universität Utrecht.
Sie war eine bahnbrechende Forscherin der klassischen griechischen und persischen Geschichte. Ihre Arbeit betonte die Wichtigkeit der Rückkehr zu den klassischen Autoren (einschließlich des griechischen Vaters der Geschichte Herodot und des Athener Stückeschreibers Aischylos) mit frischer kritischer Aufmerksamkeit für die Wichtigkeit, sie vor dem Hintergrund des Subtextes und der Agenden, die in ihre komplexen Sichtweisen der klassischen persischen Geschichte und ihres 200 Jahre bestehenden Reiches zu lesen, das von Kyros II. gegründet wurde.
In der Geschichtsschreibung in der klassischen Tradition und ihrer modernen Aufarbeitung wurde das klassische achäminidische persische Volk, und die Griechen, mit denen es in den so genannten Perserkriegen kämpfte, wesentlich für einander. Schichten von Annahmen der westlichen kulturellen Vorherrschaft haben es möglich gemacht, dass die Erzählungen der Griechen wörtlich genommen wurden, auch wenn es klare Hinweise in diesen Quellen und Beweise aus persischen Quellen gab, die nach einer kritischen Neubewertung geradezu schrien. Sancisi-Weerdenburg untersuchte systematisch eine Reihe scharfsinnig ausgesuchter Probleme in den westlichen Annahmen über das Achämenidenreich – einschließlich der Erwähnung von Dekadenz als wesentliche Eigenschaft der alten persischen Könige und die Erwähnung der Rolle von Harem-Intrigen als wesentliche soziale Aufstiegsmöglichkeit für Frauen im Reich. Die Themen wurden Prüfsteine der neuen historischen Agenda über das persische Reich, eingeführt durch Sancisi-Weerdenburgs stetige Auseinandersetzung mit den Zweifeln, die das Engagement und kraftvolle Debatten mit einer stimulierenden Zahl von Wissenschaftlern einbezog.
Heleen Sancisi-Weerdenburg starb im Alter von 56 in Utrecht an Krebs. Sie hatte zwei Kinder.

## Veröffentlichungen (Auswahl)
Heleen Sancisi-Weerdenburg war eine Vielschreiberin zur achämenidischen Geschichte mit zahlreichen Veröffentlichungen auf Niederländisch und Englisch.
- Colloquium Early Achaemenid History. In: Persica. 9, 1980, S. 231–232.
- Yaunå en Persai. Groningen 1980.
- (Hrsg.): Achaemenid History. Proceedings of the London 1983 Achaemenid History Workshop. Band I: Sources, Structures & Synthesis. Nederlands Instituut voor het Nabije Oosten, Leiden  1987, ISBN 90-6258-401-2.
- (Hrsg.): Achaemenid History. Proceedings of the London 1984 Achaemenid History Workshop. Band II: The Greek Sources. Nederlands Instituut voor het Nabije Oosten, Leiden 1987, ISBN 90-6258-402-0.
- mit Amélie Kuhrt (Hrsg.): Achaemenid History. Proceedings of the London 1985 Achaemenid History Workshop Band III: Method and Theory. Nederlands Instituut voor het Nabije Oosten, Leiden 1988, ISBN 90-6258-403-9 (darin Was there ever a Median empire?, S. 197–212).
- (Hrsg.): Achaemenid History. Proceedings of the London 1986 Achaemenid History Workshop. Band IV: Centre and Periphery. Nederlands Instituut voor het Nabije Oosten, Leiden 1990, ISBN 90-6258-404-7.
- (Hrsg.): Achaemenid History. Proceedings of the London 1987 Achaemenid History Workshop. Band V: The Roots of the European Tradition. Nederlands Instituut voor het Nabije Oosten, Leiden 1990, ISBN 90-6258-405-5.
- (Hrsg.): Achaemenid History. Proceedings of the London 1988 Achaemenid History Workshop. Band VI: Asia Minor & Egypt: Old Cultures in a New Empire. Nederlands Instituut voor het Nabije Oosten, Leiden 1991, ISBN 90-6258-406-3.
- (Hrsg.): Achaemenid History. Proceedings of the London 1989 Achaemenid History Workshop. Band VII: Through Travellers’ Eyes: European Travellers on the Iranian Monuments. Nederlands Instituut voor het Nabije Oosten, Leiden 1991, ISBN 90-6258-407-1.
- mit Amélie Kuhrt, Margaret Cool Root (Hrsg.): Achaemenid History. Proceedings of the London 1990 Achaemenid History Workshop. Band VIII: Continuity & Change. Nederlands Instituut voor het Nabije Oosten, Leiden 1994, ISBN 90-6258-408-X.
- (Hrsg.): Achaemenid History. Band IX: Persepolis Seal Studies: An Introduction With Provisional Concordances of Seal Numbers & Associated Documents on Fortification Tablets I-2087. Nederlands inst. voor het Nabije Oosten, Leiden 1996, ISBN 90-6258-409-8.
- mit Jan Willem Drijvers, J. de Hond (Hrsg.): Ik hadde de nieusgiergigheid. De reizen door het Nabije Oosten van Cornelis de Bruijn (ca. 1652–1727) (= Mededelingen en Verhandelingen van het Vooraziatisch-Egyptische Genootschap “Ex Oriente Lux”. 31). Ex Oriente Lux, Leiden / Leuven 1997, ISBN 90-6831-927-2.